# Dragan Mrđa
Dragan Mrđa, srbski nogometaš, * 23. januar 1984.
Za srbsko reprezentanco je odigral 14 uradnih tekem in dosegel dva gola.